# 大魔王シャザーン
『大魔王シャザーン』（だいまおうシャザーン、原題: Shazzan）は、アメリカ合衆国のテレビアニメ作品。
1967年にCBSで全18回（全36話）が放送された。ハンナ・バーベラ・プロダクション製作。

## 概要
日本では1968年に放送された（全18回）、その後東京12チャンネルで再放送された。後年カートゥーン ネットワークで不定期放送が行われている。
ノンクレジットかつ東映アニメーション50年史内にも記載されていないものの、一部アニメーション制作は東映動画が行っていた。
アラビアンナイトをモデルとした物語で、タイトルにあるジンであるシャザーンの他にも、小さな翼で空を飛ぶラクダ「ブービー」や空飛ぶ絨毯などが登場する。

## あらすじ
冒険好きの兄妹（二卵性双生児）チャックとナンシーは、洞窟で対になった指輪を見つける。思わずはめてみると、不思議な力で1000年前のアラビアへとタイムスリップしてしまう。戸惑う二人の前に現れたシャザーンは自分を呼び出せばどんな望みでも叶えると告げ、元の世界に戻るために指輪の持ち主を探す冒険の旅が始まる。
指輪は彫刻された円盤がギザギザに二分された意匠となっており、これを合わせて「出て来いシャザーン!」と叫ぶと、稲妻と爆発の中から高らかな笑い声とともにシャザーンが登場し、2人の窮地を救ってくれる。

## 日本語版
シャザーンは「大魔王」と称されているが、本来ジンは精霊とも悪霊とも扱われ、キリスト教の影響を受けた西欧の魔王とはかなり異なる存在。
日本語版の演出を担当した高桑慎一郎によると、オリジナルの英語版ではシャザーンは双子の召使い的に活躍するものの、本当は双子よりも上の位にいるという。
日本人に受けるために主従関係を逆転させ双子を優位にする必要を感じたが、内容を変更する案が揉めたため、オリジナル通りにシャザーンを優位に立たせた第一話の吹き替え版を作り、放送局側に見てもらった上で脚色の了承を得たという。
このため、本来シャザーンは魔法の指輪を行使する者に服従する使い魔だが、チャックとナンシーに対して好感を持ち保護する立場となり、作中で悪人に指輪が奪われたさいも、命令に反し「本当はいけないんですが、まあいいでしょう」とあっさり二人を助けている。
シャザーンが魔法を使うときの掛け声「パパラパー」は日本語版オリジナルであるが、視聴者である子供たちに印象づけられた。

## 声の出演
シャザーン
声 - 小林清志 / 英 - バーニー・フィリップス
チャック
声 - 竹尾智晴（現：中尾隆聖） / 英 - ジェリー・デクスター
ナンシー
声 - 富田千代美 / 英 - ジャネット・ワルドゥ
ブービー
声 - 立壁和也 / 英 - ドン・メシック
ナレーター
声 - 高橋元太郎

## 日本語版主題歌
オープニングテーマ「大魔王シャザーン」
作詞 - 本田カズオ / 作曲 - 広瀬健次郎 / 歌 - 東芝児童合唱団
シャザーンの笑い声も入っているが、声優（小林清志）はノンクレジット。当時朝日ソノラマに勤務していた橋本一郎は自身のTwitterで作詞を担当したと語っている。
イメージソング「シャザーン・マーチ」
作詞 - 本田カズオ / 作曲 - 広瀬健次郎 / 歌 - ボーカル・ショップ
なお、後年カートゥーンネットワークで放送された際はどちらも放送されていない。つまり本編音声のみ日本語版が使われた。なお、NETにおいては前番組である『スーパースリー』は、カートゥーンネットワークでも日本語版主題歌が放送されている。

## エピソードリスト
- アメリカとは放送順が異なる、1968年3月8日・4月1日は放送なし。

| 回数 | 邦題A                    | 原題A                              | 邦題B                    | 原題B                         | 日本放送日               |
| ---- | ------------------------ | ---------------------------------- | ------------------------ | ----------------------------- | ------------------------ |
| 1    | 恐怖の墓場妖怪           | "City of the Tombs"                | 壺から出た怪物ワルーダラ | "Demon in the Bottle Returns" | 1968年1月12日            |
| 2    | ワルーダラの復讐         | "Demon in the Bottle"              | 暗黒をつくる暗黒魔人     | "The Underground World"       | 1968年1月19日            |
| 3    | アクトージャをやっつけろ | "Master of Thieves"                | オイハーグの魔法         | "The Living Island"           | 1968年1月26日            |
| 4    | 一つ目巨人               | "Valley of the Giants"             | くらやみのばけもの退治   | "The Black Sultan"            | 1968年2月2日             |
| 5    | 海賊の三つの望み         | "The Young Rajah of Kamura"        | コンドル公爵のわるだくみ | "The Sky Pirates of Basheena" | 1968年2月9日             |
| 6    | ガラスの妖怪             | "Ring of Samarra"                  | 海底のどうくつ           | "City of Brass"               | 1968年2月16日            |
| 7    | 星座怪人の最後           | "Keys of the Zodiac"               | かみなり山のルビー       | "The Flaming Ruby"            | 1968年2月23日            |
| 8    | 鏡の魔法使い             | "The Diamond of El Rhapir"         | 影の大王シャドー         | "Lord of the Shadows"         | 1968年3月1日             |
| 9    | てんぷく大王の魔術       | "The Impossible Quest of Nazir"    | こわされたセトモノ妖怪   | "A Pound of Evil Magic"       | 1968年3月15日            |
| 10   | かれ木妖怪の森           | "The Forest of Fear"               | キリの魔法使い           | "Sorceress of the Mist"       | 1968年3月22日            |
| 11   | ドクダミ国の怪騎士       | "The Three Horsemen of Mandragora" | 千一回の魔法くらべ       | "A Thousand and One Tricks"   | 1968年3月29日            |
| 12   | 羊にされたマホーダラ     | "The Idol of Turaba"               | 仙人のいる七つの山       | "The Land of Neverwas"        | 1968年4月8日             |
| 13   | 魔法の本                 | "The Evil Jester of Masira"        | 魔法つかいのオアシス     | "The Master Wizard of Mizwa"  | 1968年4月15日            |
| 14   | 百年目に現れた女王       | "The Magical Kingdom of Centuria"  | ばけもの谷のおばけ魔王   | "The Maze of Mercuraad"       | 1968年4月22日            |
| 15   | ハラグローダの魔法合戦   | "Raschid, the Apprentice Sorcerer" | 氷のお姫様               | "Kahn of the North Wind"      | 1968年4月29日            |
| 16   | ニセの魔法のランプ       | "Quest for the Magic Lamp"         | 炎の魔法つかい           | "Nastrina of the Flames"      | 1968年5月6日             |
| 17   | シンキロー妖怪のいたずら | "The Mirage Maker"                 | 役にたたない分身の術     | "Mysterio, the Mini Mag"      | 1968年5月13日            |
| 18   | サーカス団のわるだくみ   | "The Circus of Zahran"             | 戦いにまけたランプの精   | "Baharum The Befuddled"       | 1968年5月20日 （最終回） |

## 日本語版スタッフ
- 演出・脚本 - 高桑慎一郎[4]
- 翻訳 - 岡喜一[4]
- 制作協力 - グロービジョン[4]
- 制作 - 千代田プロダクション[4]

## 放送局
- NETテレビ：金曜 19:30 - 20:00（1968年3月まで）→月曜 19:30 - 20:00（1968年4月から）
- 北海道放送（TBS系列）：月曜 18:00 - 18:30[12]
- 北日本放送（日本テレビ系列）：火曜 17:30 - 18:00[13]
- 名古屋テレビ（放送当時日本テレビ系列・NETテレビ系列クロスネット）：水曜 19:00 - 19:30[14]